# Pierre Dutilleul
Pierre Louis Dutilleul, dit Pierre Dutilleul, né le 22 février 1901 à Doignies (Hauts-de-France) et mort le 12 septembre 1974 à Sens (Yonne), est un journaliste et homme politique français.
Ouvrier métallurgiste et ancien combattant, il adhère au Parti communiste français (PCF) dans les années 1920 et devient membre du conseil municipal de Saint-Denis où il rencontre Jacques Doriot. En 1936, il quitte le PCF pour participer à la fondation du Parti populaire français (PPF) avant de s'engager dans la Collaboration au cours de laquelle il rédige de nombreux articles dans L'Émancipation nationale, La Liberté et Le Cri du peuple.

## Biographie

### Engagement communiste
Né en 1901 dans une famille d'ouvrier verrier, Pierre Dutilleul est élevé dans un milieu sensible aux idées socialistes et communistes (un des frères de sa sœur, Emile Dutilleul deviendra le trésorier du PCF). A 16 ans, il s'engage sur le front durant la Première Guerre mondiale et revient blessé. De retour à la vie civile, il adhère au Parti communiste français (PCF) et viens s'installer à s'installer à Saint-Denis (Seine-Saint-Denis) où il est élu au conseil municipal à l'occasion des élections de 1929. Rédacteur à L'Emancipation, il est arrêté en 1930 pour délit de presse et interné à la prison de la Santé (Paris). Une fois sortie, il continue son activité et aide, en 1935, à l'organisation de la première exposition d'art et d'histoire consacrée à la Commune de Paris puis, à l'occasion de l'exclusion de Jacques Doriot du PCF en 1937, se solidarise autour de lui avec Gaston Venet (ancien maire de Saint-Denis) et Marcel Marschall (militant communiste et adjoint au maire) car jugeant la décision "arbitraire". Ainsi, il entre au bureau politique du Parti populaire français (PPF) et entre à la direction de la Commission centrale de contrôle politique (principalement chargée de fournir des renseignement sur les communistes).

### Adhésion à la Collaboration
Durant la Collaboration, il est surtout présent dans les colonnes de L'Émancipation nationale et du Cri du peuple dans lesquelles il attaque "le clan judéo-anglo-saxon d'Amérique" et le communisme. En 1944, il rédige la préface du livre de Maurice Ivan Sicard La Commune contre le communisme imputant la défaite de la Commune de Paris aux juifs.

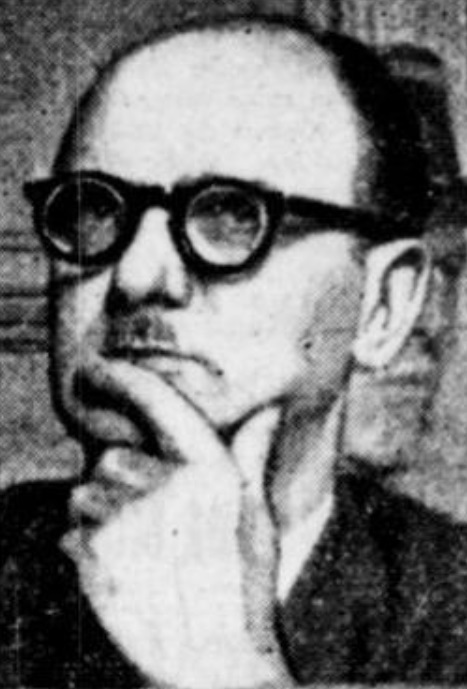
Pierre Dutilleul en 1948 lors de son procès pour collaboration.

### Après la guerre
A la Libération, il arrive à s'enfuir en Allemagne en août 1944 mais est arrêté en 1946 et transféré à la prison de Fresnes (un article du Populaire indique qu'il aurait été arrêté à Gênes en Italie). Le 12 mai 1948, il passe devant la Cour de justice de la Seine. Son oncle Léonard viens témoigner en sa faveur mais il est condamné à mort. Finalement, le jugement est cassé et Pierre Dutilleul voit sa peine réduite à cinq ans de travaux forcés en juin 1948.